# Гердерит
Гердерит (рос. гердерит; англ. herderite; нім. Herderit m) – флуорофосфат кальцію та берилію острівної будови.

## Загальний опис
Хімічна формула: 4 [CaBe(PO4)F]. При заміщенні F на OH утворюється гідроксилгердерит.
Містить (%): CaO – 34,82; BeO - 15,53; P2O5 – 44,06; Н2О – 5,59.
Сингонія моноклінна.
Кристали короткопризматичні, зустрічаються гроновидні агрегати.
Твердість 5,5.
Густина 3.
Блиск скляний. Безбарвний, жовтуватий, зеленуватий.
Мінерал пегматитів пізніх серій. Рідкісний.